# گمینا زجشوویتسه
گمینا زجشوویتسه (به لهستانی:  Gmina Zdzieszowice) یک گمینا در لهستان است که در شهرستان کراپکوویتسه واقع شده‌است. گمینا زجشوویتسه ۵۷٫۸۵ کیلومتر مربع مساحت و ۱۷٬۴۷۸ نفر جمعیت دارد.